# Hydrorybina fulvescens
Hydrorybina fulvescens là một loài bướm đêm trong họ Crambidae.